# Brug 62
Brug 62 is een vaste brug in Amsterdam-Centrum.
De brug is gelegen in de oostelijke kade van de Prinsengracht en voert over de Leliegracht. De brug vorm het eind van de Leliesluis, een voormalig sluiscomplex uit de tijd dat de Prinsengracht de rand van de stad vormde. De naam van de sluis ging daarna niet over naar deze brug, maar naar de brug 61, die hier de Prinsengracht overspant.
Hier ligt al eeuwen een brug. Balthasar Florisz. van Berckenrode tekende hier al een brug in op zijn kaart van 1625. Ze ligt dan over de Lely Graft in de Prince Graft. Ze deelt de geschiedenis met brug 61, voor wat vernieuwing en renovatie. Dit is terug te vinden in de uiterlijke gelijkenis van de brug, al heeft brug 62 één doorvaart en brug 61 drie, de Prinsengracht is nu eenmaal veel breder dan de Leliegracht. Zo heeft ook eind 19e eeuw een verlaging tot een discussie geleid, is er door de schippers tegen geageerd en stemde de gemeenteraad toch voor verlaging om het landverkeer te vergemakkelijken.
De brug had een niet te traceren vernoeming. Ze stond tot april 2016 bekend als de Grote Brouwerssluis. Toen besloot de gemeente Amsterdam, dat niet te achterhalen vernoemingen werden geschrapt, de brug gaat sindsdien naamloos door het leven. Daarbij zal meegespeeld hebben dat Amsterdam ook een Brouwersgracht en een Brouwerssluis heeft, die echter een kilometer noordelijker liggen.   

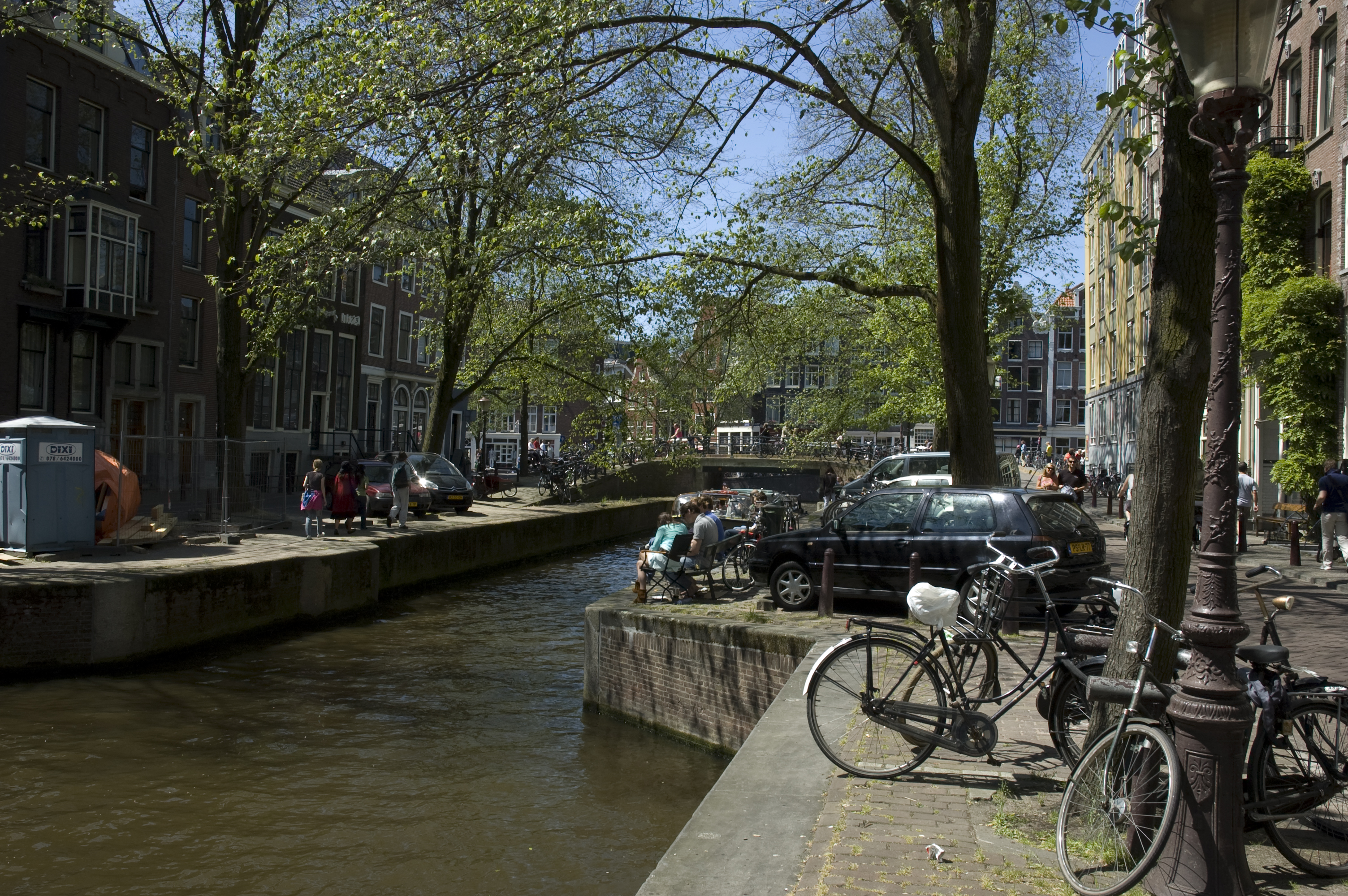
De gehele sluis met op het einde de brug (2017)

1 · 2 · 3 · 4 · 5 · 6 · 7 · 8 · 9 · 10 · 11 · 12 · 13 · 14 · 15 · 16 · 17 · 18 · 19 · 20 · 21 · 22 · 23 · 24 · 25 · 26 · 27 · 28 · 29 · 30 · 31 · 32 · 34 · 35 · 36 · 37 · 38 · 39 · 40 · 41 · 42 · 43 · 44 · 45 · 46 · 47 · 48 · 49 · 50 · 51 · 52 · 53 · 54 · 55 · 56 · 57 · 58 · 59 · 60 · 61 · 62 · 63 · 64 · 65 · 66 · 67 · 68 · 69 · 70 · 71 · 72 · 73 · 74 · 75 · 76 · 77 · 78 · 79 · 80 · 81 · 82 · 84 · 85 · 86 · 87 · 88 · 89 · 90 · 91 · 92 · 93 · 94 · 95 · 96 · 97 · 98 · 99 · >>>
Brugnummers 33 en 83 zijn niet (meer) vergeven